# Luziennacht

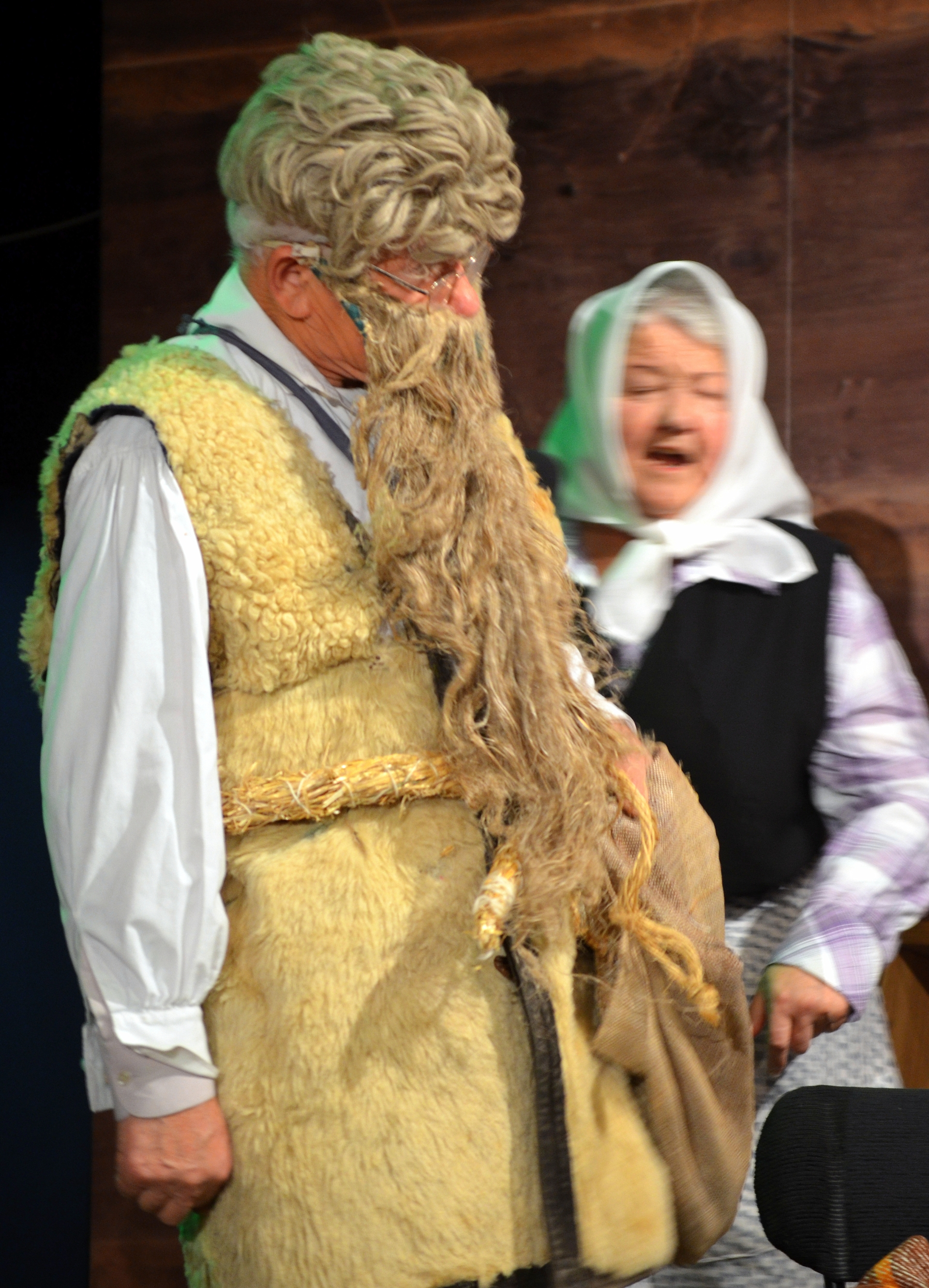
Schabernack in der Luziennacht, Sanok, Polen.

Luziennacht bezeichnet die Nacht des 13. Dezembers und das damit verbundene Brauchtum im Frankenjura und weiteren Regionen. 

## Brauchtum
Während in Schweden seit Mitte des 19. Jahrhunderts das Luciafest zum verbreiteten Brauchtum gehört, haben sich auch in anderen Gebieten Gebräuche für die Nacht des 13. Dezembers erhalten: Im Frankenjura durfte demnach in der Nacht des 13. Dezember weder gebacken, gesponnen noch genäht werden. Die Luzia und der blutige Thamerl (vermutlich einer Anspielung auf Papst Damasus I.) dienten als grausame Wächter dieser Tradition. Im Brauchtum wurden mit diesen beiden Gestalten wohl Heuberchte assoziiert. Man konnte daher in boshafter Weise Frauen auch als Heiluze (Heu-Luzia) bezeichnen. Der Tag galt als Lostag, an dem durch Zeichen Wetter, aber auch Glück oder Tod vorhergesagt werden konnten. Junge Burschen warteten nachts auf den Luzienschein, während heiratswillige Mädchen ein Luzienkreuz in Baumrinde schnitten, um ein Orakel über den Zukünftigen zu erhalten.
Auch aus dem Lechraingebiet sind verschiedene Bräuche bekannt. Am Fest der Lussibrud oder Lutzelfrau wurde die Fastenzeit ausgesetzt. Gleichzeitig diente sie kurz nach dem Nikolaustag als brauchbare Schreckfigur für Kinder.
Das Brauchtum um den Luzientages steht in deutlichem Kontrast zwischen Verehrung einer Heiligen und Furcht vor einer Dämonin. Im Bayerischen und Böhmerwald, in Niederösterreich und im Burgenland herrscht die Schreckgestalt vor. In der Gegend von Neuhaus in Böhmen erscheint am Vorabend des 13. Dezembers die Lucka, die von verkleideten Burschen gespielt wird.